# Ferricythere oblonga
Ferricythere oblonga is een mosselkreeftjessoort uit de familie van de Cytherideidae. De wetenschappelijke naam van de soort is voor het eerst geldig gepubliceerd in 1976 door Hu.